# Vagif Mustafazadeh
Pour les articles homonymes, voir Zadeh.
Vagif Mustafazadeh (azéri : Vaqif Əziz oğlu Mustafazadə) (Bakou, 16 mars 1940 - Tachkent, 16 décembre 1979) est un pianiste et compositeur de jazz soviétique et azeri, célèbre pour avoir mélangé le jazz et la musique traditionnelle azérie connue sous le nom de mugham. Sa fille Aziza Mustafa Zadeh suit maintenant ses pas en tant que pianiste, compositeur et chanteuse dans le style jazz-mugham.

## Biographie
Vagif Mustafazadeh est né le 16 mars 1940 à Bakou et est mort d'une attaque cardiaque après un concert le 16 décembre 1979 à Tachkent.
Vagif Mustafazadeh est né le 16 mars 1940 à Bakou, dans la famille d'un major du service médical. Après la mort de son père, sa mère, qui enseignait la musique populaire azerbaïdjanaise, s’occupe de l’éducation du futur compositeur. En 1957, Vagif entre au collège musical Assaf Zeynalli (en).
En 1945, Staline interdit le jazz, qu'il considère comme la « musique des capitalistes ». Le jeune Vagif n'en a cure et écoute du jazz sur la BBC et déclame de la poésie de Meykhana, qui avait aussi été interdite, avec des amis. Après avoir écouté du jazz à la radio, Vagif Mustafazadeh et ses amis essayaient de reproduire ce qu'ils avaient entendu.
Après la mort de Staline en 1953, l'interdiction se lève lentement, mais en 1957, Vagif Mustafazadeh ne peut toujours pas jouer du jazz en concert. Il a une grande attirance pour l'improvisation, mais ce n'est pas assez[Quoi ?], c'est pour cela qu'il a l'idée de mélanger le jazz et le mugham.
Vagif Mustafazadeh est un des interprètes de jazz les plus célèbres d’Azerbaïdjan, notamment en tant que fondateur du courant musical de « jazz-mugham azerbaïdjanais ». Il fut aussi fondateur de différents ensembles de jazz. L’un d’eux était le trio de jazz « Caucase » rattaché auprès de la philharmonie nationale géorgienne. À Bakou, il crée les ensembles vocaux et instrumentaux « Leyli » (1970), « Sévil » (1971, auprès de la Radio-Télévision d’Azerbaïdjan) et « Mugham » (1977).
En 1967, Vagif Mustafazadeh et Rafiq Babayev se produisent au festival de jazz de Tallinn en Estonie. L’animateur de l’émission « La voie de l’Amérique » Willis Conover était parmi les invités du festival. Le célèbre musicien de jazz Dizzy Gillespie fit les louanges de Mustafazadeh en disant qu'il « avait créé la musique du futur ».
En 1968, Vagif Mustafazadeh fait des premières tournées dans des villes de l'Union soviétique. En 1970, Vagif Mustafazadeh et quelques musiciens azerbaïdjanais (Rachid Behbudov, Mubariz Taghiyev et d’autres) ont donné une série de concerts dans les pays d’Amérique latine.

## Influences
L’œuvre de Vagif Mustafazadeh a été influencée par sa collaboration avec des musiciens, tels que T. Kurachvili, D. Djaparidze (Géorgie), G. Loukianov (Russie), Rafiq Babayev (Azerbaïdjan), Johannsen (Suède), H. Yankovski (Allemagne). B. B. King dit qu’il aimerait jouer le blues comme Mustafazadeh.

## Récompenses
Vagif Mustafazadeh est lauréat des festivals « Tallinn-66 », « Tallinn-67 », du festival de Bakou « Jazz-69 », du festival de jazz de l’Union soviétique de 1977 à Donetsk, du festival de jazz « Tbilissi-78 », qui lui vaut le titre de meilleur joueur de piano (ici, sa fille Aziza débute à l’âge de huit ans et devient lauréat du festival). En 1979, Vagif Mustafazadeh gagne le premier prix au piano à queue au concours international de composition de jazz à Monaco. Mais il ne le saura jamais : il meurt d’une crise cardiaque à Tachkent, le 16 décembre 1979, sur la scène, en interprétant la composition En attendant Aziza. Il a 39 ans. Après sa mort, Willis Conover, l'animateur de l’émission Le temps de jazz à la radio « La Voix de l’Amérique », lui consacre une heure de son émission.
Grâce à ses compositions originales, riche de couleurs orientales et à ses improvisations et les mélanges de rythmes du mugham et de jazz, Vagif Mustafazadeh est devenu une légende de son vivant. Son œuvre est hautement appréciée aussi bien dans son pays natal qu’à l’étranger, captivant l'auditoire par son originalité, une technique virtuose et un langage harmonique unique.

## Œuvres
Vagif Mustafazadeh est l’auteur de nombreuses compositions de jazz et d’arrangements. Il composa aussi de la musique symphonique et de la musique de chambre. Il composa un concerto pour piano et orchestre symphonique qui fut accueilli avec succès par l’Union des compositeurs de l’Azerbaïdjan. Il est également l’auteur de nombreuses pièces de musique de chambre pour le piano.